# Padang Sidempuan

Lokalizacja miasta na mapie prowincji

Padang Sidempuan – miasto w Indonezji na wyspie Sumatra w prowincji Sumatra Północna.
Współrzędne geograficzne 1°22′N 99°15′E/1,366667 99,250000; powierzchnia 114,66 km²; 231 tys. mieszkańców (2022). 
Ośrodek regionu rolniczego; port lotniczy Aek Godang.